# Гарем (альбом)
«Гарем» — альбом ремиксов группы REFLEX. Релиз альбома состоялся в сентябре 2006 года на лейбле Монолит Рекордс. На диске представлены десять лаунж- и чиллаут-ремиксов песен с предыдущих альбомов .
Альбом был записан в составе: Ирина Нельсон, Алёна Торганова, Григорий Розов (DJ Silver) и Женя Малахова. Это единственный альбом, записанный в данном составе.

## Реакция критиков
Рецензируя данный альбом, автор рецензии — Алексей Мажаев был изумлён, когда увидел на альбоме название таких треков, как «Арабская дорога», «Персидский залив», «В Гареме» и.т.д, так как таких песен в репертуаре группы не было. Сам альбом Мажаев оценил нейтрально, сказав, что «в самой пластинке открытий нет». Рецензент также отметил, что «никакой куплетно-припевной структуры не наблюдается», а «рефрены из хитов служат лишь дополнением к звуковой картине и расслабляющую атмосферу ничуть не разрушают».

## Список композиций
| №   | Название                 | Длительность |
| --- | ------------------------ | ------------ |
| 1.  | «Арабская дорога»        | 7:05         |
| 2.  | «Возвращение в сознание» | 6:52         |
| 3.  | «Персидский залив»       | 6:38         |
| 4.  | «В Гареме»               | 7:11         |
| 5.  | «Пробуждение»            | 8:14         |
| 6.  | «Кальян»                 | 5:42         |
| 7.  | «Не останавливайся»      | 6:31         |
| 8.  | «Восточная звезда»       | 7:01         |
| 9.  | «Танец для него»         | 10:43        |
| 10. | «Зачарованные»           | 7:06         |